# Burmistrz powietrzny

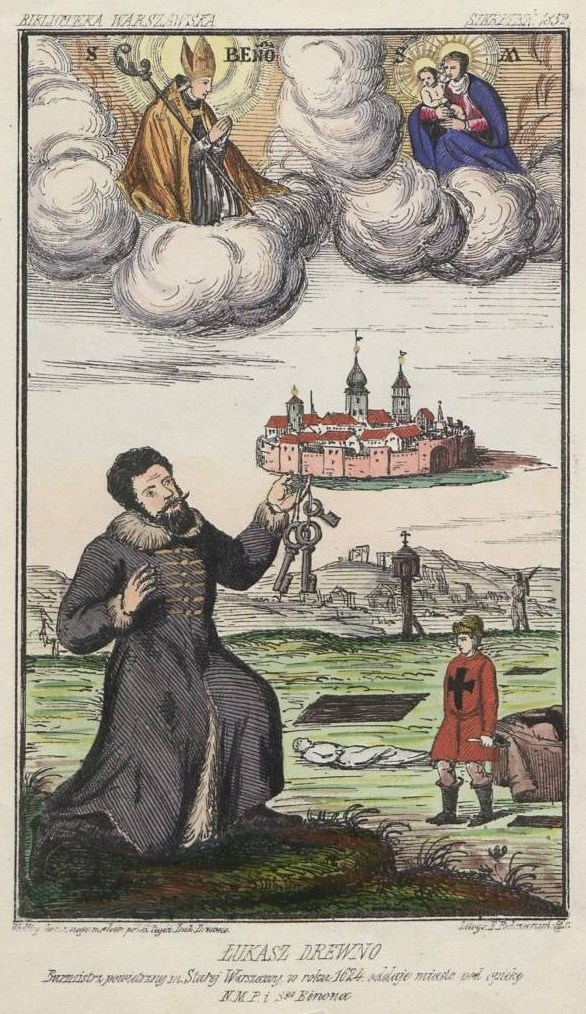
Burmistrz powietrzny Starej Warszawy Łukasz Drewno oddający w 1624 miasto pod opiekę Najświętszej Marii Panny i świętego Benona na rysunku Bolesława Podczaszyńskiego (1852)

Burmistrz powietrzny, także burmistrz „powietrzny” – najwyższy urzędnik miejski powoływany w Polsce w czasie zarazy („powietrza”).

## Opis
Głównym zadaniem burmistrza powietrznego było organizowanie usuwania zwłok i grzebania zmarłych, organizowanie opieki nad chorymi, izolowanie zarażonych, urządzanie osobnych kuchni dla chorych, rozprowadzanie żywności i lekarstw, a także egzekwowanie różnego rodzaju zakazów, które miały ograniczyć szerzenie się zarazy (m.in. zakazu przyjmowania do domów osób przybyłych z miejsc zarażonych czy też handlu starą odzieżą). Z miasta wypędzano również żebraków i nierządnice. 
W Warszawie, która od połowy XVI do połowy XVII wieku padała ofiarą „powietrza" co kilka lat, burmistrz powietrzny posiadał bardzo szerokie, wręcz dyktatorskie, kompetencje. Stał na czele władz „powietrznych”, które sprawowały nadzór nad mieszkańcami, którzy nie opuścili miasta. Sprawował swój urząd przy pomocy strażników „powietrznych”, szafarzy „powietrznych”, cyrulików „powietrznych”, grabarzy i tzw. wyganiaczy, którzy wypędzali z miasta niechlujną ludność (przede wszystkim żebraków). Na to stanowisko często powoływano osoby posiadające wiedzę z zakresu medycyny m.in. aptekarzy Jana Grackiego (1572) oraz Łukasza Drewnę (1624–1626).